# Bamah
Bamah (arámi nyelven Bāmā) Szamal második ismert nevű királya. Egyetlen forrásból, Kilamuva sztéléjéről ismert a neve. E feliraton azonban nem egyértelmű, hogy elődjének fia, vagy utódjának apja lett volna. Uralkodásáról Kilamuva mindössze annyit jegyez meg, hogy „nem ért el semmit”, a szövegkörnyezetből valószínűsíthető, hogy a Danunával szemben fennálló vazallusi viszony felszámolása tekintetében nem ért el semmit.